# Liste der Kulturgüter in Vufflens-le-Château
Die Liste der Kulturgüter in Vufflens-le-Château enthält alle Objekte in der Gemeinde Vufflens-le-Château im Kanton Waadt, die gemäss der Haager Konvention zum Schutz von Kulturgut bei bewaffneten Konflikten, dem Bundesgesetz vom 20. Juni 2014 über den Schutz der Kulturgüter bei bewaffneten Konflikten sowie der Verordnung vom 29. Oktober 2014 über den Schutz der Kulturgüter bei bewaffneten Konflikten unter Schutz stehen.
Objekte der Kategorie A sind vollständig in der Liste enthalten, Objekte der Kategorie B sind im Gemeindegebiet nicht ausgewiesen, Objekte der Kategorie C fehlen zurzeit (Stand: 1. Januar 2023).

## Kulturgüter
| Foto |                                                           | Objekt | Kat. | Typ | Standort                               | Beschreibung |
| ---- | --------------------------------------------------------- | --- | ---- | --- | -------------------------------------- | ------------ |
| ja   | Datei hochladen · Wikidata zu Schloss Vufflens (Q1108708) | Schloss mit Bauernhaus, Speicher, Hühnerstall und Brunnen / Château avec maison paysanne, dépôt, rural, poulailler et fontaine KGS-Nr.: 06561 | A    | G   | Avenue du Château 3, 4 526142 / 153074 |              |